# كهوف بازار
كهوف بازار هو الاسم الذي يُطلق على بعض التجاويف الموجودة في خيبر بختونخوا في  المناطق القبلية الخاضعة للإدارة الاتحادية من باكستان.

## روابط خارجية
- خريطة مفصلة لكهوف بازار وضواحيها
- خريطة ثلاثية الأبعاد
- جمعية أبحاث الكهوف الباكستانية